# Janina Jełowicka
Janina Jełowicka z ks. Czetwertyńskich (ur. 1840 w Antopolu w powiecie jampolskim, zm. 1865 w Kijowie) – polska działaczka narodowościowa, kompozytorka i śpiewaczka.

## Życiorys
Janina, córka Leopolda i Kazimiery Łuba, wnuczka Antoniego ks. Czetwertyńskiego, kasztelana bracławskiego i prawnuczka Katarzyny Marianny Jełowickiej [l. Mychlińska] była wychowana w kulturalnym i patriotycznym środowisku, w okresie mody na „cudowne dzieci”. Wcześnie wykazywała talent muzyczny i usposobienie nacechowane romantycznym idealizmem. Rodzice po konsultacjach, m.in. u Józefa Korzeniowskiego, który uznał fenomenalne zdolności dziecka, wywieźli czternastoletnią córkę za granicę; nauczycielami jej byli: G. Rossini we Florencji, M. Giuliani i G.J. Duprez w Paryżu, gdzie odnosiła już liczne sukcesy, śpiewając mezzosopranem, często własne kompozycje. Z czasem piękność i szczególnie wówczas ceniony talent improwizowania melodii i wierszy, wdzięk towarzyski oraz fortuna rodziców zapewniły jej powodzenie na koncertach w Hotelu Lambert i w Tuileriach na dworze Napoleona III. To zrodziło złudzenia, że będzie mogła użyć swych wpływów dla sprawy polskiej, w czym utwierdzały ją nieobowiązujące obietnice i żartobliwie nadany tytuł „politycznej ambasadorki polskiej”. Kursował wówczas po Polsce, w odbitkach litograficznych list księżnej Czetwertyńskiej, opisujący jej rozmowę z cesarzem na balu maskowym i rzekome jego obietnice dla Polaków. Nie jest jasne, czy Napoleon III sam chciał zdobyć względy Janiny, czy też szło o wydanie jej za adiutanta cesarskiego, wicehrabiego Toulongeon; w każdym razie panna Czetwertyńska przerwała tę dwuznaczną sytuację i powróciła do kraju.
Po powrocie z Francji przeznaczyła połowę swego majątku na uwłaszczenie chłopów, spodziewając się ich tym pozyskać dla zbliżającego się powstania. Miała nadzieję dać również przykład innym ziemianom, co się jej nie udało. Po wybuchu powstania Janina Czetwertyńska objeżdżała dwory, rozwożąc manifesty Rządu Narodowego. Obciążona zarzutami spiskowania na dworze francuskim, bałamucenia chłopów i popierania powstania, została uwięziona w Kijowie. Po uwolnieniu, poślubiła w 1863 roku Adolfa Jełowickiego, właściciela Aresztowa, Toropowa i Frenopola, w posagu wnosząc Antopol. Zamieszkała w Aresztowie, gdzie stworzyła ognisko życia towarzyskiego.
Przyczyną tragicznego końca jej życia stała się fatalna pomyłka, wynikająca podobno ze świadomej i upartej niechęci do uczenia się języka rosyjskiego. Złe odczytanie wskazówek lekarskich, w urzędowym wówczas języku rosyjskim, spowodowało, że podała swemu choremu dziecku sublimat. Wstrząs wywołany śmiercią dziecka stał się przyczyną melancholii, a następnie zgonu Jełowickiej na jesieni 1865 r. w Kijowie (z kolei Eliza Krasińska wskazywała na "galopującą gruźlicę płuc" jako przyczynę śmierci Jełowickiej). Podobno pozostawiła liczne rękopisy nie tylko utworów muzycznych lecz i literackich (dramaty, powieści), które uległy zniszczeniu w czasie pierwszej wojny światowej.

## Twórczość

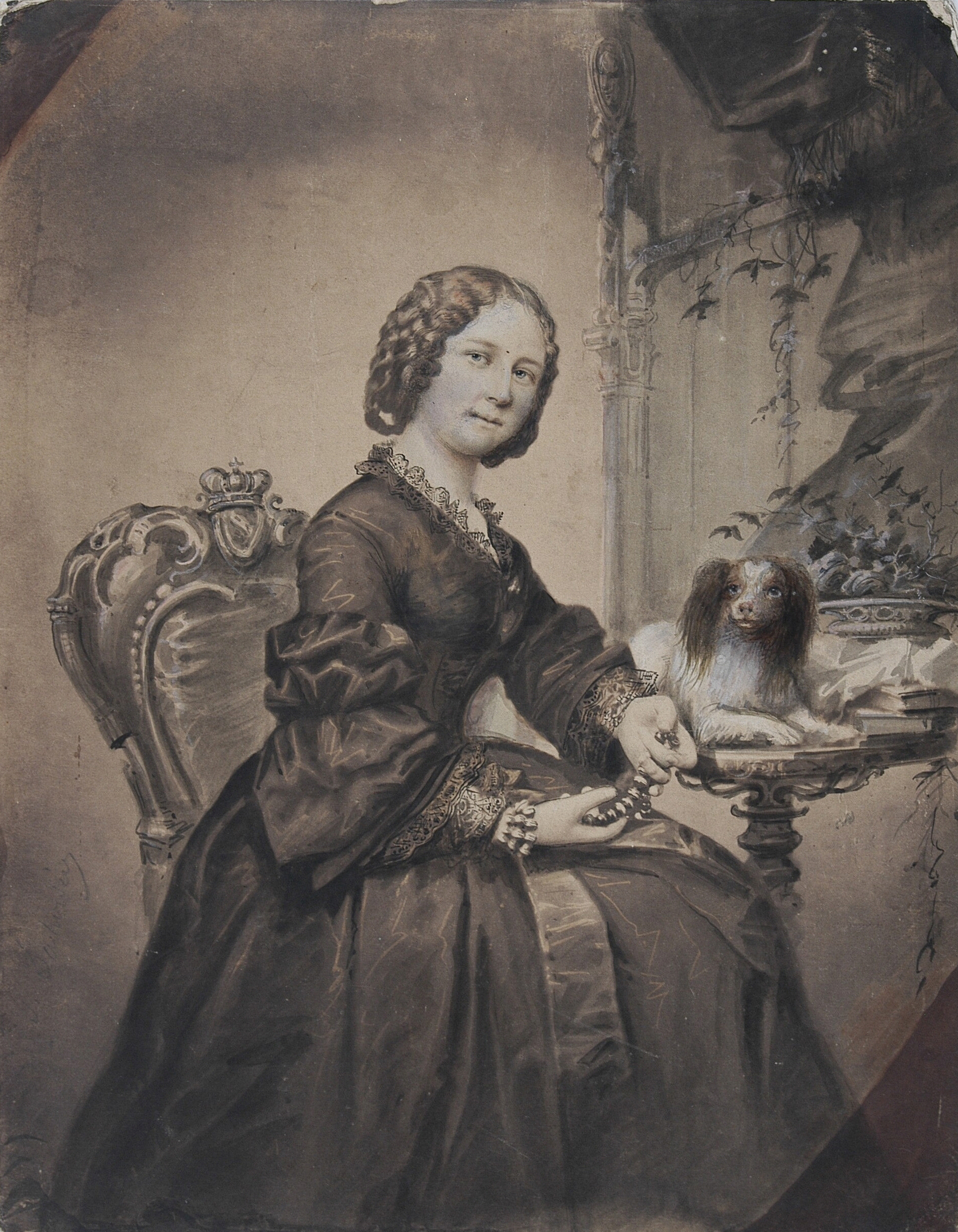

W Kijowie ukazał się jej Śpiewnik, dedykowany „bratniej szlachcie”, a zawierający liczne kompozycje m.in. do utworów Mickiewicza (Pieśń myśliwca, Rękawiczka, Sen) i Zaleskiego. Niektóre jej kompozycje zyskały wielką popularność, były też osobno wydawane. Skomponowała m.in.: Powrót bocianów, do słów K. Kucza; Spojrzyj na mnie; Mazurek; On mnie pytał co ja wolę; Zwij mnie dusza; Złota nutka. Estreicher wspomina o uroczystości chrzcin w lutym 1861 r. w Czarnominie pod Bałtą na Podolu (majątku Michała Henryka Czarnomskiego i Szembekówny), na których grano komedię księżniczki Janiny Czetwertyńskiej Wróżba z czasów Zygmunta Augusta. W sztuce grali: Feliks Sobański, Czarnomski, Seweryn Lipkowski, Drohojowski, Morawski.